# Liste der Naturdenkmale in Mietingen
| Naturdenkmale | Anzahl |
| ------------- | ------ |
| FND           | 0      |
| END           | 6      |
| Gesamt        | 6      |

Die Liste der Naturdenkmale in Mietingen nennt die verordneten Naturdenkmale (ND) der im baden-württembergischen Landkreis Biberach liegenden Gemeinde Mietingen. In Mietingen gibt es insgesamt sechs als Naturdenkmal geschützte Objekte, keines ist ein flächenhaftes Naturdenkmal (FND), alle sind Einzelgebilde-Naturdenkmale (END).
Stand: 1. November 2016.

## Einzelgebilde (END)
| Name                                                    | Bild | Kennung     | Einzelheiten | Position | Fläche Hektar | Datum |
| ------------------------------------------------------- | ---- | ----------- | ------------ | -------- | ------------- | ----- |
| Eiche freistehend am Schuttplatz                        | BW   | 84260730002 | Mietingen    | ⊙        | 0,0           |       |
| Linde am Ortseingang L265                               | BW   | 84260730003 | Mietingen    | ⊙        | 0,0           |       |
| Linde im Ort                                            |      | 84260730006 | Mietingen    | ???      | 0,0           |       |
| 1 Kreuzlinde beim Wachtbühl                             | BW   | 84260730005 | Mietingen    | ⊙        | 0,0           |       |
| 2 Linden am Friedhof bei der Marienkapelle in Mietingen | BW   | 84260730001 | Mietingen    | ⊙        | 0,0           |       |
| 4 Eichen am Hohlweg zum Schuttplatz                     | BW   | 84260730004 | Mietingen    | ⊙        | 0,0           |       |
| Legende für Naturdenkmal                                |      |             |              |          |               |       |